# Улица Јована Бијелића (Београд)
| улица · ЈОВАНА БИЈЕЛИЋА | улица · ЈОВАНА БИЈЕЛИЋА  |
| ----------------------- | ------------------------ |
|                         |                          |
| Општина                 | Вождовац                 |
| Почетак                 | Заплањска 57             |
| Крај                    | Улица Браће Јерковић 109 |
| Дужина                  | 500 m                    |
| Ширина                  | 15 m                     |
|                         |                          |
|                         |                          |

Улица Јована Бијелића налази се на београдској општини Вождовац, у насељу Браће Јерковић.

## Име
Назив је добила по уметнику, српском сликару између два светска рата Јовану Бијелићу. Име носи од оснивања насеља седамдесетих година 20. века.

### Јован Бијелић
Бијелић је један од најзначајнијих српских представника колористичког експресионизма. Највише је сликао портрете, пејзаже, мртву природу и композиције. Прошао је кроз неколико фаза у којима је изражен утицај кубизма у скулптурској концепцији чврсто моделоване форме и шкртости палете, а потом је под утицајем фовизма стварао колоритна дела изузетне сочности и чулне експресије. У последњој фази, растварао је предмете узнемиреним потезима боје.

## Суседне улице
- Заплањска
- Пива Караматијевића
- Браће Јерковић
- Мештровићева